# فرد سبيرا
فرد سبيرا (بالإنجليزية: Fred Spira)‏ هو مصور أمريكي، ولد في 1924 في فيينا في النمسا، وتوفي في 2007 في نيويورك في الولايات المتحدة.

## وصلات خارجية
- الموقع الرسمي